# Cabrera (Salamanca)
Cabrera es una entidad de población española del municipio de Las Veguillas, perteneciente a la provincia de Salamanca, en la comunidad autónoma de Castilla y León.

## Historia
Hacia mediados del siglo XIX, el lugar, por entonces referido como una alquería ya agregada a Las Veguillas, tenía contabilizada una población de dos habitantes. Aparece descrito en el quinto volumen del Diccionario geográfico-estadístico-histórico de España y sus posesiones de Ultramar de Pascual Madoz con las siguientes palabras:

CABRERA: alq. agregada al ayunt. de las Veguillas (V.), en la prov., part. jud. y dióc. de Salamanca (5 1/2 leg.), aud. terr. y c. g. de Valladolid (26): sit. en un valle formado por 2 colinas paralelas que se estienden de E. á O., la del N. poblada de encinas y la del S. llamada Sierra Menor ó de las Veguillas, tambien con encina y bastante roble, como el que se halla en el valle: el clima es frio por las frecuentes nieves que se encuentran. Existen 2 casas y una igl. dedicada á Ntra. Sra. de la Cabeza, aunque generalmente es conocida con el nombre de Smo. Cristo de Cabrera, á causa de una imágen que en ella se venera é inspira en las cercanias mucha devocion. Es aneja de la parr. de Lleu. Confina al N. con térm. de este pueblo; E. Mora y las Veguillas; S. Argañan, y O. Pedro Guillen, distando todos estos puntos del que se describe 1/4 de leg. El terreno es de mediana calidad: comprende 1.200 huebras de pasto y monte, y lo atraviesa el camino de Salamanca á sierra de Francia, y el de Tamames á Ciudad-Rodrigo. pobl.: 1 vec.; 2 alm. cap. terr. prod.: 129,750 rs. imp.: 6,487.
(Madoz, 1846, p. 55)

En 2022, tenía empadronados veintitrés habitantes.